# Cubnara pattambiensis
Cubnara pattambiensis är en insektsart som beskrevs av Mathew och K. Ramakrishnan 1996. Cubnara pattambiensis ingår i släktet Cubnara och familjen dvärgstritar. Inga underarter finns listade i Catalogue of Life.